# Ліпе (Кемпінський повіт)
Ліпе (пол. Lipie) — село в Польщі, у гміні Ленка-Опатовська Кемпінського повіту Великопольського воєводства.
Населення — 184 особи (2011).
У 1975-1998 роках село належало до Каліського воєводства.

## Демографія
Демографічна структура станом на 31 березня 2011 року:
|          | Загалом | Допрацездатний вік | Працездатний вік | Постпрацездатний вік |
| -------- | ------- | ------------------ | ---------------- | -------------------- |
| Чоловіки | 91      | 8                  | 75               | 8                    |
| Жінки    | 93      | 20                 | 54               | 19                   |
| Разом    | 184     | 28                 | 129              | 27                   |